# Эк, Даниэль
Даниэль Эк (швед. Daniel Ek род. 21 февраля 1983[…], Vantörs parish, Стокгольм) — шведский предприниматель и миллиардер, основатель сервиса потокового аудио «Spotify».

## Биография
Даниэль Эк (шведское произношение До́ниэль И́эк) родился 21 февраля 1983 года в семье со средним достатком из спального пригорода Стокгольма Рогсвед, в восьмидесятые знаменитого уличной наркоманией. Его отец оставил семью когда Даниэль был ещё младенцем. Он общается с биологическим отцом раз в год, когда тот поздравляет Даниэля с днём рождения.
Мать, Элисабет (швед. Kerstin Elisabet Ek), воспитатель в начальной школе Снёсэтраскулан (швед. Snösätraskolan), вскоре вышла замуж за программиста Хассе Юханссона (швед. Hasse Johansson) и родила второго сына Феликса 6 апреля 1993. Феликс Эк Юханссон работал в «Spotify» до 2017 года.
Семья уделяла много внимания развитию мальчика и к пяти годам у Даниэля уже были гитара и компьютер «Commodore VIC-20», определившие его судьбу.
Родители матери — профессиональные музыканты: джазовая пианистка и актриса Керстин Маргарэта Карлссон (швед. Kerstin Margareta Karlsson) и оперный певец Йун Георг Эк (швед. John Georg Ek). Даниэль играет на гитаре, басу, барабанах, клавишных и гармонике. В средней школе он играл в Брит-поп-группах и пел главные партии в школьных мюзиклах.
В семь лет он мог программировать базовый код под руководством отчима. Летом работал на пароме дяди на острове Шеппсхольмен, где любит прогуливаться сейчас. В младших классах играл в местном футбольном клубе, но бросил сразу как понял, что не был лучшим в команде.
В 1996 году тринадцать лет он взял первый заказ от соседа на разработку на C++ и HTML CGI одностраничного сайта за сто долларов; второй заказ пришёл от друга соседа и Даниэль получил за него двести долларов. Спустя год цена выросла до пяти тысяч долларов. Также он помогал отчиму устанавливать интернет-соединение в доме отдыха Рогсведа.
Будучи ещё в начальных классах IT-гимназии в Сундбюберге с 1999 года он просил своих одноклассников писать HTML в «Adobe Dreamweaver» и верстать дизайн в Adobe Photoshop в обмен на возможность поиграть в PlayStation или iPod и оборот денежных средств составлял 15 тысяч долларов в месяц. 
Домашние задания за него делали другие ученики.
В шестнадцать он отправил резюме в «Google», но ему отказали из-за отсутствия диплома. 
В 2000 году он оказывает консультационные услуги по разработке интернет-сервисов компании «Spray Network». и тратит зарплату на покупку серверов, записывающих тв-программы для дальнейшего слива в интернет, заработок достиг 50 тысяч долларов в месяц. Его родители впервые заметили, что что-то происходит когда он купил домой широкоформатные ТВ, коллекционные гитары (одна из которых «Fender Stratocaster» 1957 года) и видео-игры. Но учителя в школе заверили родителей, что все отлично и их сын-филантроп и круглый отличник обучает младшие классы веб-вёрстке.
В восемнадцать лет он провёл год в туре с рок группой, но потом группа нашла другого гитариста. Даниэль понимал, что чтобы стать профессиональным музыкантом надо репетировать шесть часов в день, но не репетировал и группа перестала приглашать Даниэля на репетиции, о чём сожалеет до сих пор.
В 2007—2010 годах постоянно проживал в Лондоне. С 2014 года живёт в квартире площадью 322 м² на Биргер-Ярлсгатан.
27 августа 2016 года Даниэль женился на шведской журналистке Софии Марии Левандер, с которой состоял в отношениях с лета 2012 года. Они познакомились в ресторане в Коста-Рике и Даниэль отказался давать ей интервью, в ответ София позже написала ему гневное письмо о недопустимости его грубого поведения. Пара имеет двух дочерей — Элиссу (15 июня 2013) и Колинн (18 марта 2015). 
Он в дружеских отношениях основателем «Facebook» Марком Цукербергом, инвестором Шоном Паркером, и с менеджером Арианы Гранде и Джастина Бибера — Скутером Брауном, который также владеет пакетом акций «Spotify».
Даниэль любит играть в пинг-понг и «FIFA» на «PlayStation».
Водит «Porsche Cayenne». В феврале 2019 приобрёл красную «Tesla Model 3» для жены.

## Карьера
В июне 2002 года он окончил гимназию, купил родителям новый дом, и поступил в Королевский технологический институт на инженерский факультет, но после восьми недель изучения только теоретической математики и более ничего, он бросил образование ради бизнеса. Он быстро понял, что не станет самым лучшим программистом. Журналисты шведской газеты «Svenska Dagbladet» утверждают, что его имя не числится в архиве университета.
Он создаёт несколько проектов в сфере поисковых систем и нанимает людей. Когда число сотрудников его компаний достигло 25, шведская налоговая прислала ему штраф в 200 тысяч долларов за предпринимательскую деятельность без уплаты налогов. Даниэль тратил всё, что зарабатывал и переживал, что ему придётся увольнять людей, но позже в 2005 он продал четыре основанные им компании и выплатил долг.
В 2002-2005 годах работает техническим директором «Jajja Communications», где руководит 15 подчинёнными.
В 2005—2006 годах Даниэль работает на руководящей технической должности для интернет-аукциона «Tradera» (позже проданную «eBay»).
Осенью 2005 года начинает консультировать новую игровую компанию «Stardoll», но сразу предупреждает владельцев, что собирается создать свою компанию и вскоре покинет должность. С запуском игры в мае 2006 года он увольняется, уводя с собой часть сотрудников.
Осенью 2005 года его компания «Advertigo» проверяет безопасность онлайн-объявлений клиентов шведской рекламной фирмы «Tradedoubler», благодаря чему он знакомится с основателем последней — Мартином Лорентсоном.
Даниэль купил автомобиль «Ferrari Modena», в январе 2006 года переезжает в трёх-комнатную квартиру на улицу Хагагатан. Он пытался познакомиться с девушками и стал посещать элитные клубы Стюреплана, но вскоре осознал, что имеет трудности в общении, а те люди, которые окружили его, больше интересовались его деньгами, чем им, и предадут, если у него настанут трудные времена.Позже он объяснял своё поведение борьбой с комплексами и попытками быть парнем, намного круче, чем он есть на самом деле. По характеру он флегматичный, тихий и скромный. Зимой Даниэль впал в депрессию, переехал в дом в лесу за двадцать километров от Стокгольма, где играл на гитаре, собираясь стать бедным музыкантом.
В марте 2006 году за продажу «Advertigo» он получил 1,25 миллиона долларов и ещё миллион за патенты. Мартин знакомит его с основателем «μTorrent», Людвигом Стригеусом, который не знал, что делать с набирающим пиратскую популярность сервисом и Даниэль выкупает у него «μTorrent», рассказав, что у них есть идея легального музыкального сервиса, куда он приглашает Людвига программистом. Вскоре он продал «μTorrent» компании «BitTorrent».
Является инвестором в «Werlabs», «student.com», и поддерживает благотворительную организацию «Charity:Water».

## Spotify
Он подружился с Мартином, также разочаровавшимся в деньгах без смысла, и они решили основать компанию, которая могла бы вернуть им радость жизни. Мартин покинул пост директора и перевёл Даниэлю миллион евро. В апреле 2006 года они зарегистрировали Spotify, получающий прибыль с показа рекламных объявлений — с бизнеса, с которым Мартин и Даниэль были хорошо знакомы. А вот с музыкальным бизнесом они не были знакомы совсем и не ожидали такого упрямства рекорд-компаний.
На то, чтобы создать сайт, потребовалось несколько недель. На переговоры с рекорд-компаниями — два года и пять миллионов долларов Мартина за «прокат» прав. Ещё с 2012 по 2018 год он потратил на развитие 6% своей доли в компании и сейчас владеет всего 9,2% при праве голоса в 37,3%. На декабрь 2018 года стоимость доли Даниэля равна от 800 миллионов до 2,2 миллиардов долларов.
Главной причиной упадка музыкального бизнеса он называет отсутствие доверия между всеми участниками процесса — авторами, исполнителями, менеджерами, владельцами звукозаписывающих студий.
Его роль в компании заключается в разработке стратегий развития и постановке от семи до десяти недельных, месячных, квартальных и годовых задач, которые называет миссиями, для восьми директоров. Если миссии не выполняются — он увольняет директора.
Большую часть времени он проводит в одиночестве у маркерной доски, планируя до трёх дней без сна; в первые годы он просто бродил по офису и разговаривал со всеми сотрудниками, но когда компания начала набирать до тысячи новых сотрудников в год — перестал.
Он работает неделю в офисе в Нью-Йорке, остальное время — в Стокгольме.
Даниэль не принимает активного участия в развитии функций сервиса, изначально он был против ставки на плейлисты и «Discover Weekly», которые стали главными отличительными особенностями «Spotify». Также он был против рекламной кампании «Три пробных месяца за 99 центов», которая дала несколько миллионов постоянных платных пользователей. Ранее стратегией развития сервиса было увеличение функций, компания имела до 100 идей в разработке одновременно, но большая часть из них проваливалась и Даниэль отказался от такой модели в угоду десяти миссиям.

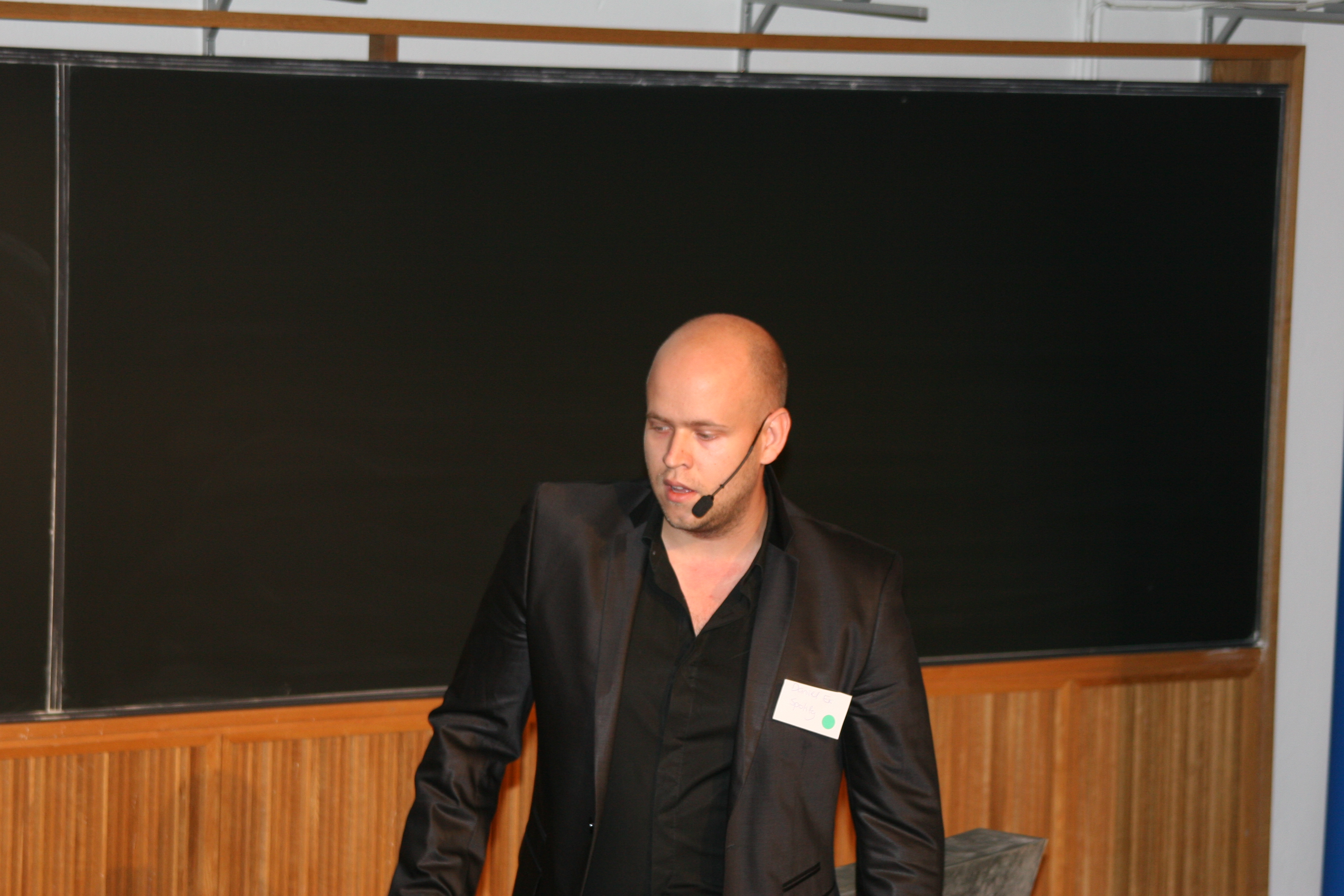
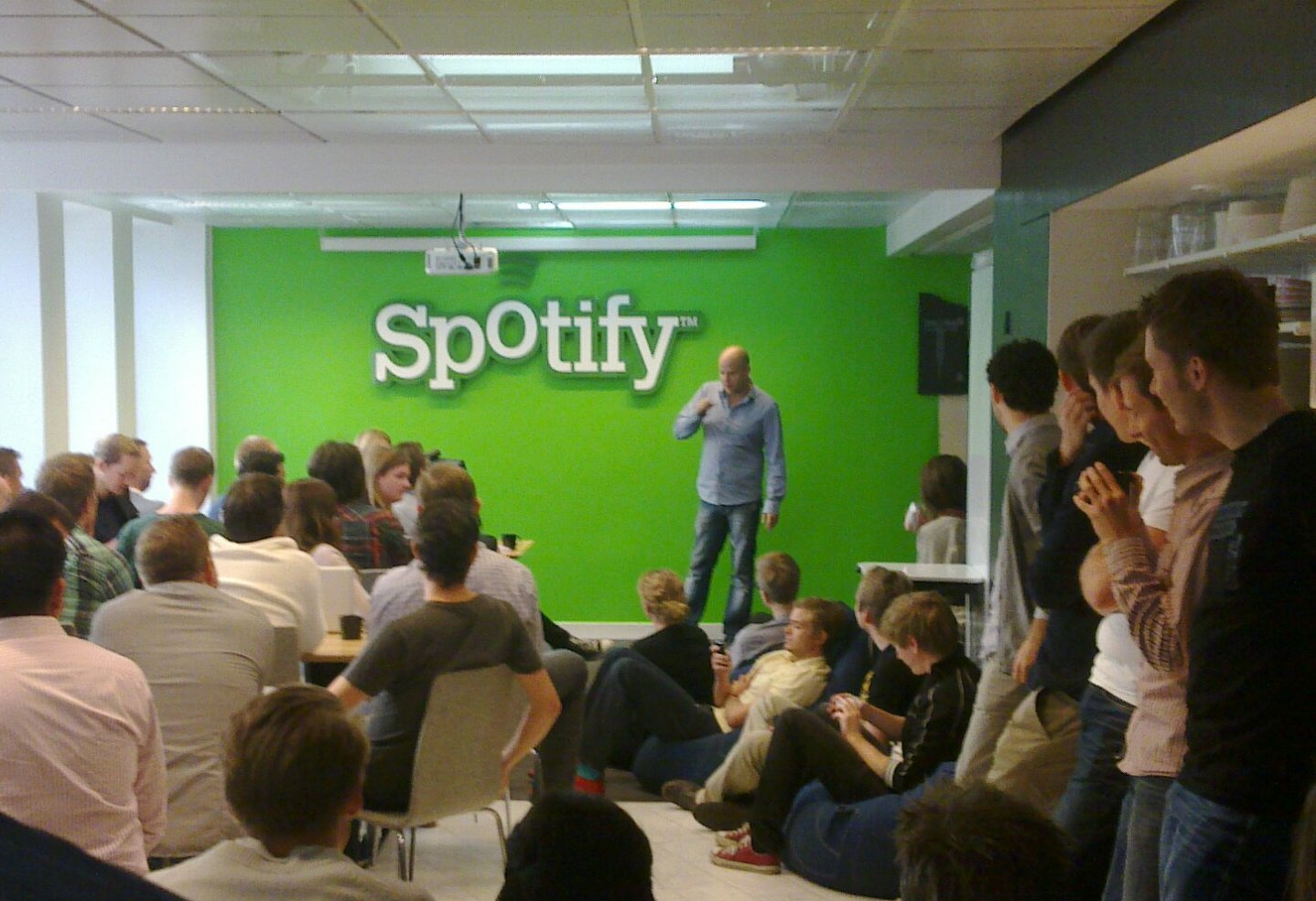
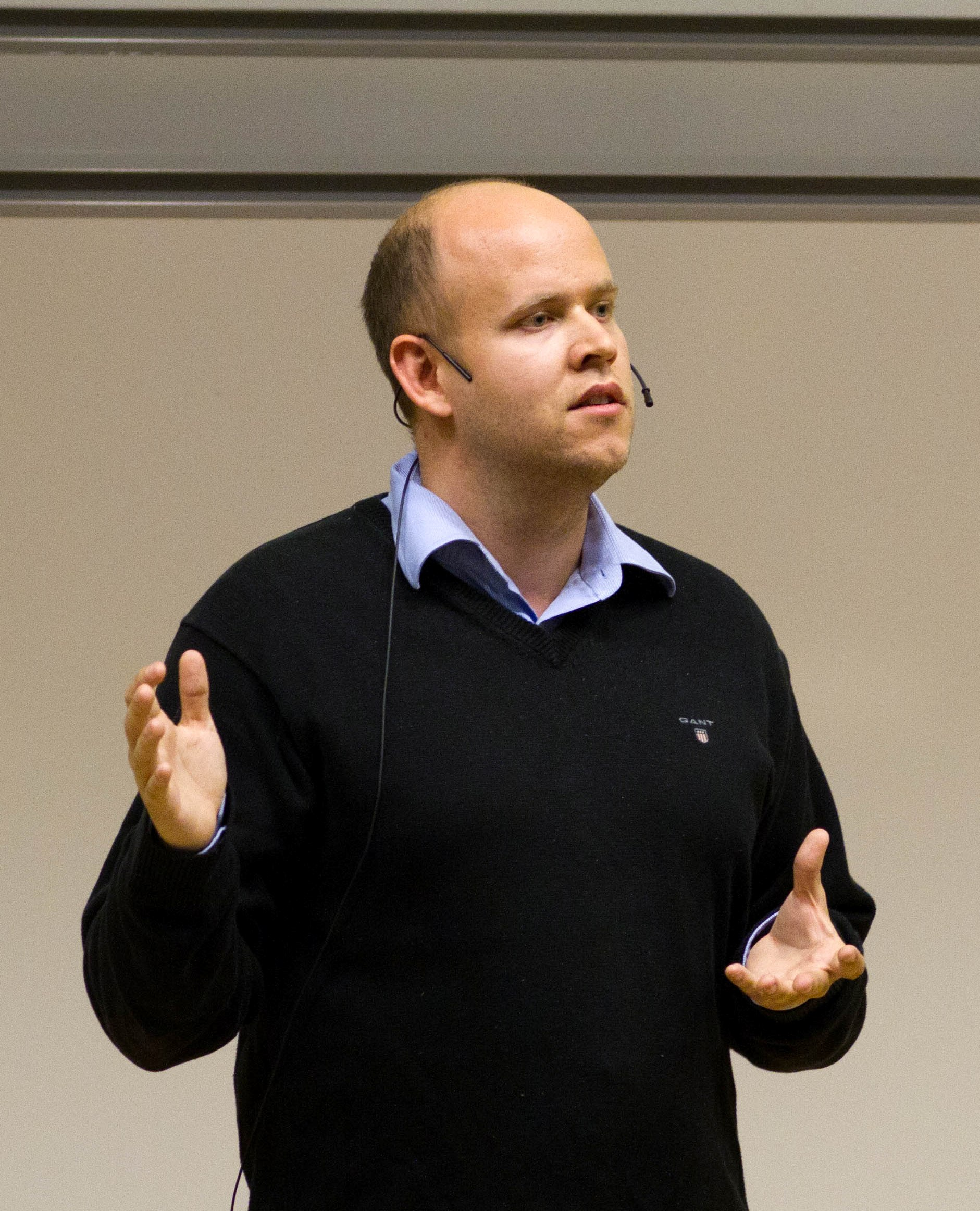
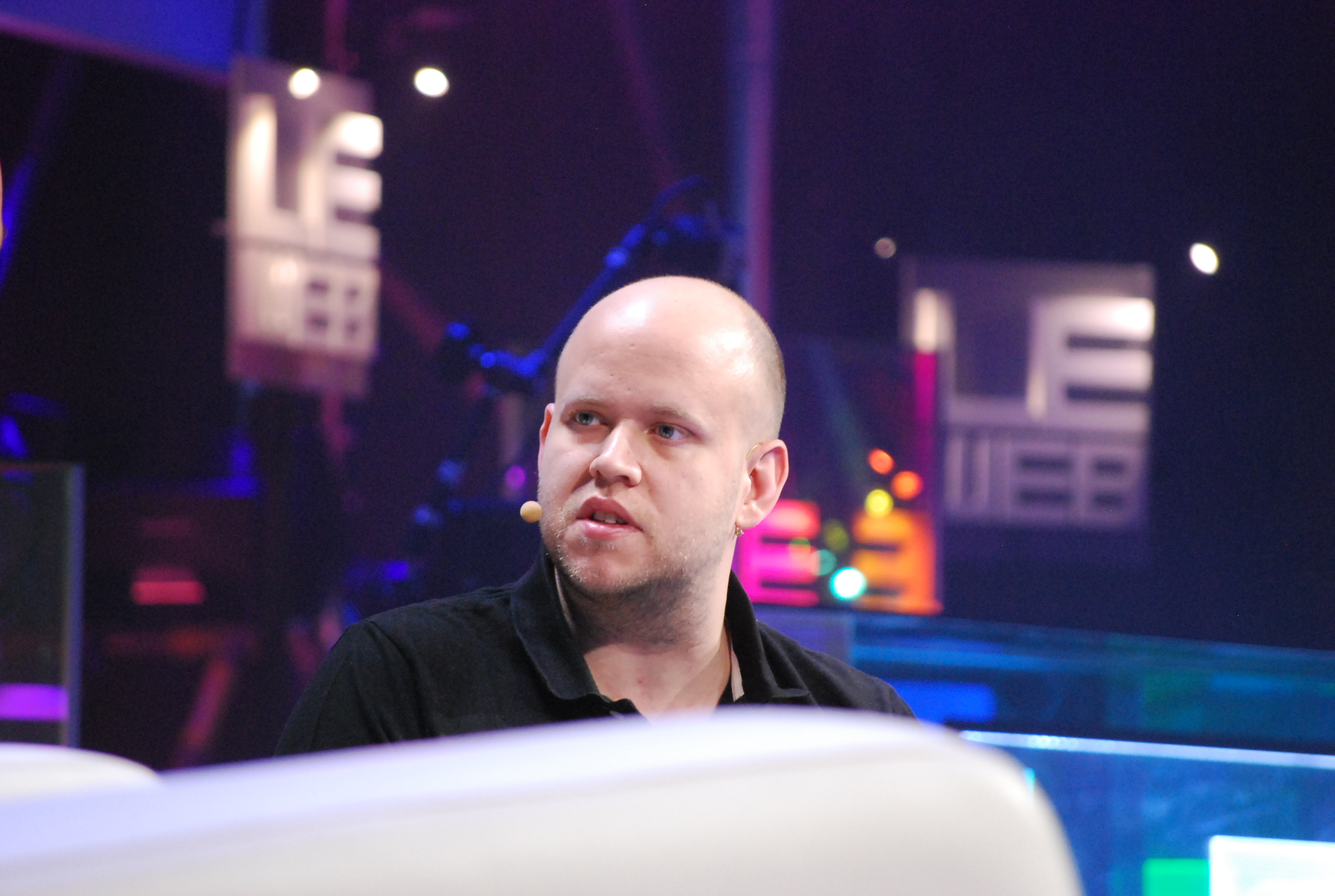